# Gallowstreet
Gallowstreet est une fanfare néerlandaise de hip-hop. Le style du groupe change au fil des années. Ils se popularisent grâce à des refrains accrocheurs accompagnés de rythmes techno un peu plus durs.

## Histoire
Nommé d'après la Galgenstraat où le groupe se forme le groupe se forme en 2012 et joue notamment dans les festivals suivants : Pitch Festival (2013), Eurosonic Noorderslag, Into the Woods (2014), North Sea Jazz, Lowlands, Where the Wild Things Are, le festival de Dour, Into the Great Wide Open (2015), Oerol, Wildeburg, et Appelpop (2017).
Après avoir sorti trois singles — dont Hattori en 2015 qui obtient un remix du morceau Hansenstraat de Kraak en Smaak — le groupe sort son premier album Battleplan en 2016. En 2017, le groupe est nommé pour un prix du public Edisons pour cet album, et sort son quatrième single.
Le 16 février 2018, le groupe organise sa propre version du festival de fanfares HONK! au Paradiso d'Amsterdam, qui affiche complet, et le 11 mai 2018, le groupe sort son deuxième album Hot Lava Sex Machine. Le 10 août 2019, Gallowstreet joue avec Pynarello au Concertgebouw d'Amsterdam, pour l'occasion une heure et demie du répertoire du groupe est arrangée pour le groupe et l'ensemble de cordes. À la fin de l'année 2019, Gallowstreet annonce qu'il se produirait dorénavant en formation plus réduite.

## Discographie

### Albums studio
- 2014 : EP
- 2016 : Battleplan
- 2018 : Hot Lava Sex Machine
- 2020 : Our Dear Metropolis
- 2023 : Laaglands
- 2024 : A Trip Worth Making

### Singles
- 2015 : Hattori
- 2015 : Intoxicated
- 2018 : DeLorean Cowboy
- 2018 : Magnum Epos
- 2020 : Purple Whip
- 2020 : Sativa
- 2023 : Phoenix
- 2024 : Proper Hired Guns
- 2024 : Hungry